# عائلة كارتر
عائلة كارتر هي مجموعة موسيقية شعبية أمريكية سجلت أغانيها بين عامي 1927 و1956. كان لهم تأثير عميق على مختلف الأصناف الموسيقية في جنوب الولايات المتحدة، وكانت أول مجموعة غنائية تحقق النجومية في مجال موسيقى الكانتري. اشتهرت أغاني لهم مثل «واباش كانونبول» و "Can the Circle Be Unbroken" و "Wildwood Flower" و "Keep On the Sunny Side" و "I'm Thinking Tonight of My Blue Eyes" وأصبحت معيارية في تاريخ موسيقى الكانتري، وغنى عديد الفنانين أغانيهم.
تألفت المجموعة الأصلية من أ. ب. كارتر، وزوجته سارة كارتر، وزوجة أخيه مايبيل كارتر. وكانت مايبيل أيضا ابنة عم سارة. ولد الثلاثة ونشأوا في جنوب غرب فرجينيا، حيث كانوا استمعوا منذ صغرهم للموسيقى الإنجيلية الجبلية والغناء المتجانس.
غنت سارة كارتر طوال مسيرتها كمغنية رئيسية وعزفت الجيتار أو الأوتوهارب، وغنّت مايبيل معها وعزفت الجيتار؛ أما أ.ب. فكان يؤدي على بعض الأغاني ويعزف فقط على أخرى. أصبح أسلوب عزف الإيتار المميز لمايبيل سمة مميزة للمجموعة، وأقتبس عديد الفنانين أسلوبها (والذي سمي نقر كارتر). سجلت المجموعة (سواء الفريق الأصلي أو الفرق اللاحقة) مع عدد من الشركات بما في ذلك آر سي أيه (RCA) وأيه آر سي (ARC) وكولومبيا وأوكيه وغيرها.

## التاريخ

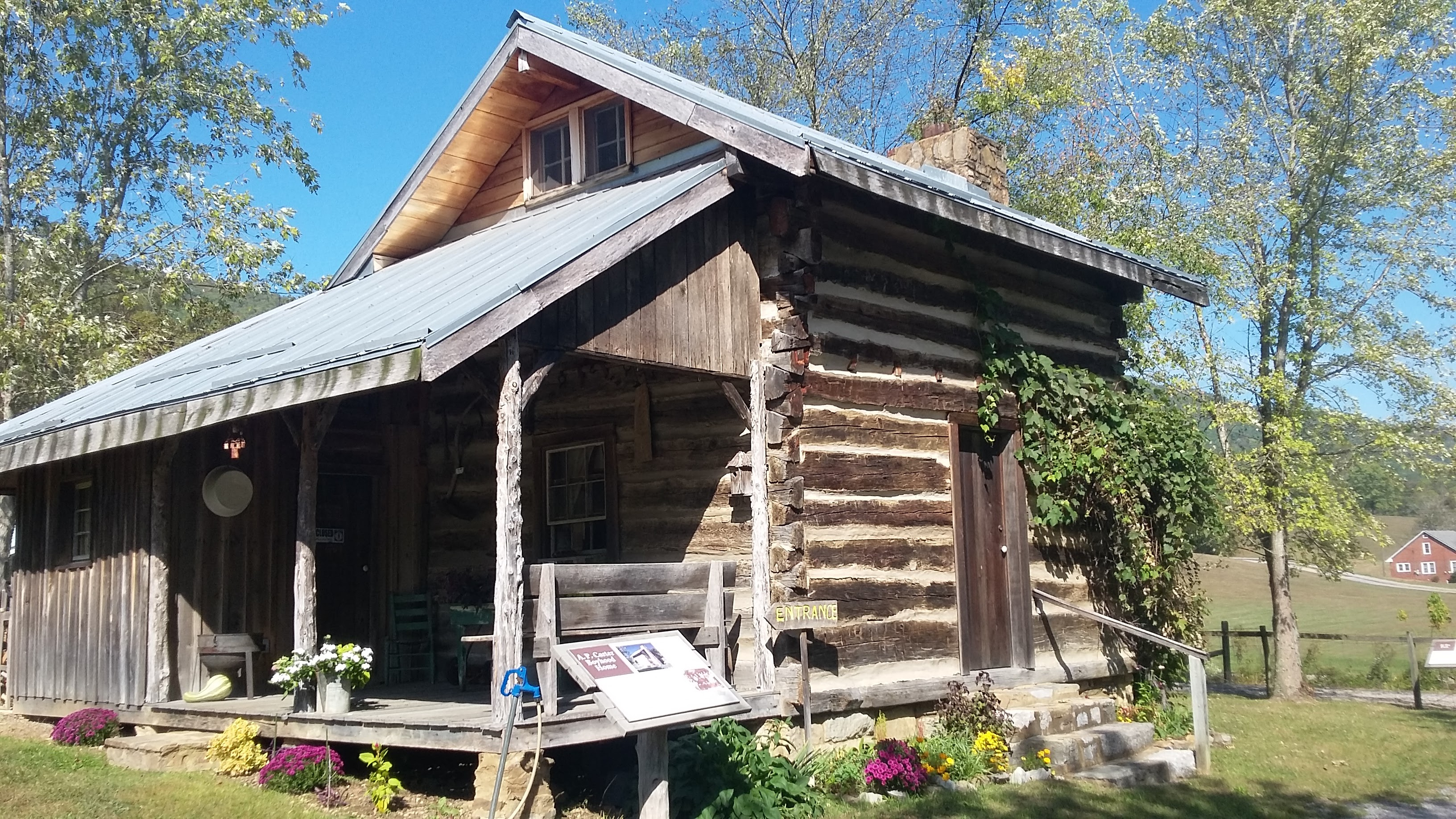
الكوخ الذي ولد فيه أيه بي كارتر في كارتر فولد في ماسيس سبرنغز، فيرجينيا، واسمها الآن هيلتون

سجلت عائلة كارتر أول تسجيل لها في 1 أغسطس 1927. أقنع أيه بي كارتر زوجته سارة، وزوجة أخيه مايبيل كارتر في اليوم السابق للقيام بالرحلة من منطقة ماسيس سبرينغ في فرجينيا إلى بريستول، تينيسي، وذلك ليقدموا تجربة أداء امام المنتج رالف بير. كان بير يبحث عن مواهب جديدة لتعزيز صناعة التسجيل الحديثة نسبيا. أصبحت الجلسات الأولى جزءا مما يسمى الآن جلسات بريستول. تلقت الفرقة 50 دولار لكل أغنية تم تسجيلها، بالإضافة إلى نصف إيرادات ملكية كل نسخة تم بيعها من أغانيها. في 4 نوفمبر 1927، أصدرت شركة فيكتور توكينج ماشين تسجيلًا بوجهين بسرعة 78 لفة في الدقيقة للمجموعة بأغنيتي "Wandering Boy" و "Poor Orphan Child". في 2 ديسمبر 1928، أصدرت شركة فيكتور أغنيتي "The Storms Are on the Ocean" و "Single Girl، Girl Girl"، والتي حققت شعبية كبيرة.
وبحلول نهاية عام 1930، باعت الفرقة ثلاثمائة ألف تسجيل في الولايات المتحدة. أدرك أيه بي أنه سيستفيد ماليا من كل أغنية جديدة يجمعها ويسجل حقوقها، فسافر في أنحاء منطقة جنوب غرب فيرجينيا بحثا عن أغاني جديدة، كما ألف عدة أغاني بنفسه. في أوائل الثلاثينيات من القرن الماضي، أصبح صديقًا لعازف غيتار أسود يدعى ليزلي ريدل. ورافقهم ليزلي في رحلاته لجمع الأغاني. في يونيو 1931، سجلت كارتر في جلسة تسجيل في بينتون، كنتاكي مع جيمي رودجرز. في عام 1933، التقت مايبيل مع عائلة سبير في معرض في مدينة سيريدو في فيرجينيا الغربية. وأحبت الفرقة صوتها المميز، طلبت مايبيل منهم القيام بجولة معها ومع فريقها.

## الجيل الثاني

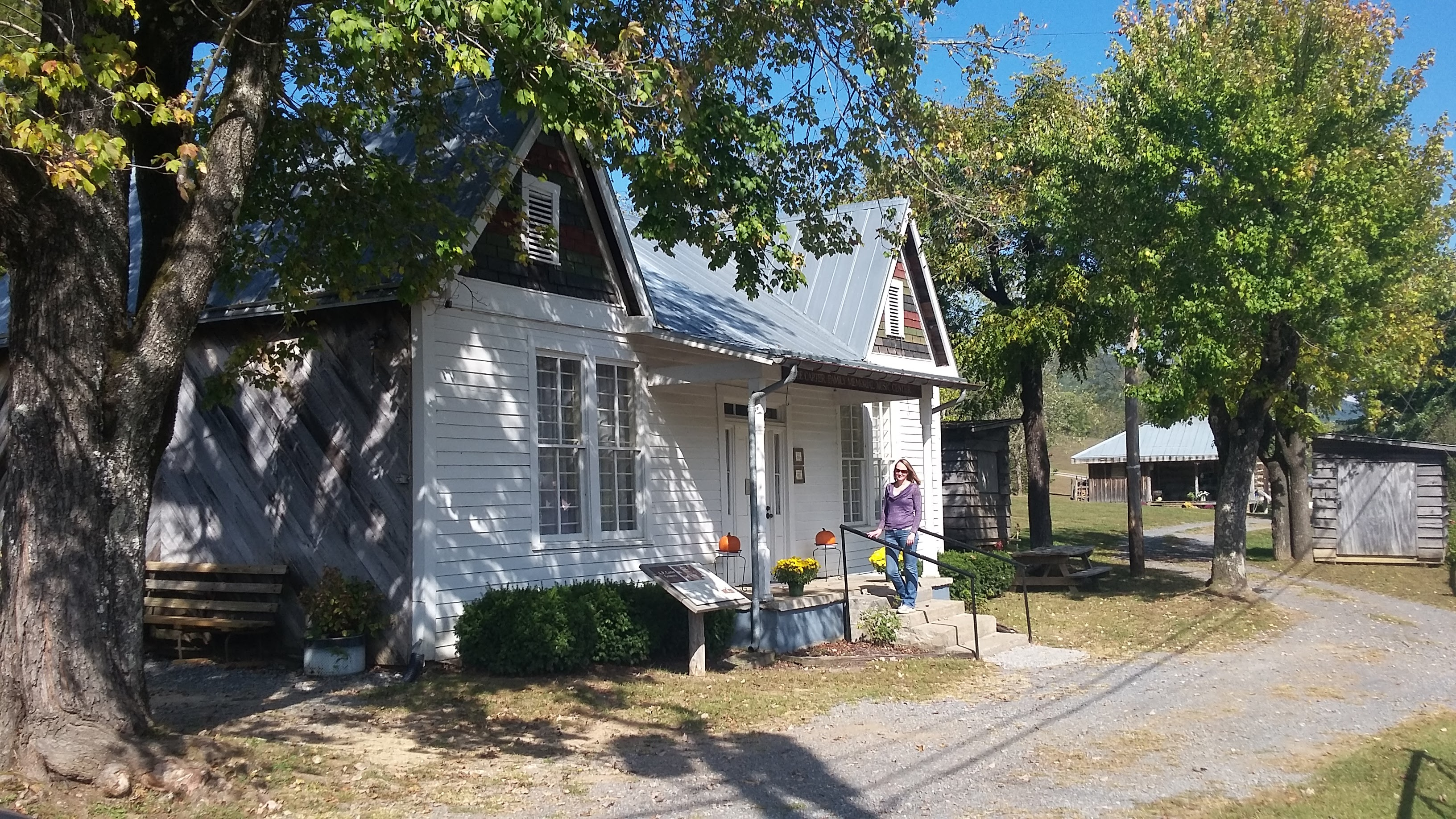
متجر أيه بي كارتر في ماسيس سبرينغ في فرجينيا، واسمها الآن هيلتون

في شتاء عام 1938 – 1939 سافرت عائلة كارتر إلى تكساس، حيث كانت تغني في برنامج مرتين يوميًا على محطة راديو XERA على الحدود (أصبحت لاحقًا XERF) في فيلا أكونيا (وهي الآن سيوداد أكونيا في المكسيك)، وتقع عبر الحدود من ديل ريو في تكساس. في موسم 1939-1940، انضم أطفال أيه بي وسارة (جانيت كارتر وجو كارتر) وبنات مايبيل (هيلين كارتر، جون كارتر، أنيتا كارتر) إلى المجموعة في العروض الإذاعية، وكان يتم تسجيلها في سان أنطونيو في تكساس، حيث يتم تسجيل البرامج مسبقًا وتوزيعها على عدة محطات راديو على الحدود. (إلا أن الأطفال لم يؤدوا في جلسات التسجيل). في خريف عام 1942، نقلت عائلة كارتر برنامجها إلى إذاعة WBT في شارلوت، نورث كارولينا لعقد مدته عام واحد. وأخذوا فترة ساعة الشروق، مع بث البرنامج بين 5:15 و 6:15 صباحا.
بحلول عام 1936، تم حل زواج أيه بي وسارة. تزوجت سارة لاحقا من كوي بايز، وهو قريب أيه بي، وانتقلت إلى كاليفورنيا، وتم حل الفرقة في عام 1944.
واصلت مايبيل أداء عروضها مع بناتها باسم «الأخوات كارتر» (التي سجل اسمها أحيانا «مايبيل كارتر والأخوات كارتر» أو «الأم مايبيل والأخوات كارتر»). في عام 1943، كان لدى الفريق برنامج على محطة WRNL في ريتشموند، فيرجينيا. كما غنى على البرنامج شقيق مايبيل، هيو أدينغتون، ورفيقه كارل ماكونيل.
انضم إليهم تشيت أتكينز على الإيتار الكهربائي في عام 1949 وغادر في العام التالي. سجّل أيه بي وسارة وأبناؤهم جو وجانيت ثلاث ألبومات في الخمسينات تحت اسم عائلة أيه بي كارتر. بدأت الأم مايبيل كارتر والأخوات كارتر باستخدام اسم «عائلة كارتر» بعد وفاة أيه بي كارتر في عام 1960. تم جمع شمل مايبيل وسارة لفترة قصيرة، وسجلتا ألبوما معا وقامتا بجولة في الستينيات أثناء فترة رواج الموسيقى الشعبية.
في عام 1987، ظهرت الأخوات كارتر مع كارلين كارتر، ابنة جون، وظهرت في حلقة تلفزيونية عام 1987 من برنامج أوستن سيتي ليمتس مع جوني كاش. كما غنى المغنون الشعبيون في الستينيات الكثير من الأغاني التي جمعتها أو كتبتها عائلة كارتر.

## الجيل الثالث
تم إحياء اسم عائلة كارتر للمرة الثالثة، تحت اسم «عائلة كارتر الثالثة»، وهو مشروع تابع لنسل عائلة كارتر الأصلية، وهم جون كارتر كاش، حفيد مايبيل كارتر، ودايل جيت، حفيد أيه بي وسارة كارتر، إلى جانب لورا ويبر كاش زوجة جون. أصدروا ألبومهم الأول، الماضي والحاضر Past & Present، في عام 2010.

## أعضاء الفرقة
- أيه بي كارتر (1927-1944، 1952-1956)
- مايبيل كارتر (1927-1978)
- سارة كارتر (1927-1944، 1952-1956، 1960-1971)
- جانيت كارتر (1939-1940، 1952-1956)
- هيلين كارتر (1939-1940، 1944-1996)
- جون كارتر (1939-1940، 1944-1969، 1971-1996)
- أنيتا كارتر (1939-1940، 1944-1996)
- جو كارتر (1952-1956)
- روبي هاردن (1969-1971)
- جون كارتر كاش (2012 إلى الوقت الحاضر)
- لورا ويبر (2012 إلى الوقت الحاضر)
- دايل جيت (2012 إلى الوقت الحاضر)

## الإرث والموسيقى
من أهم إسهامات عائلة كارتر لموسيقى الكانتري كان عزف مايبيل على الجيتار. تعلمت مايبيل أسلوب العزف من عازف أسود يدعى ليسلي ريدل، ثم طوّرت أسلوبها في العزلة؛ يعرف أسلوبها اليوم في مجال موسيقى الكانتري «نقر كارتر». وكان أسلوبها يعتمد على استخدام إبهامها (مع ريشة إبهام) مع إصبع واحد أو اثنين. سمح لها هذا الأسلوب بعزف اللحن على أوتار الإيتار المنخفضة مع الحفاظ على الإيقاع باستخدام أصابعها عبر الأوتار العليا. تبنى العديد من الموسيقيين الأمريكيين هذا الأسلوب وطوّروه.
أدخلت عائلة كارتر في قاعة مشاهير موسيقى الكانتري في عام 1970، وحصلت على لقب «العائلة الأولى في موسيقى الكانتري». في عام 1988، تم إدخال عائلة كارتر إلى جائزة غرامي لممر المشاهير عن أغنية "Will the Circle Be Unbroken". في عام 1993، أصدرت دائرة البريد في الولايات المتحدة طابع بريد تذكاري تكريما لعائلة كارتر الأصلية. في عام 2001، أدخلت المجموعة في قاعة مشاهير موسيقى البلوغراس الدولية. في عام 2005، تلقت المجموعة جائزة غرامي لإنجاز العمر.
تم إدراج منزل أيه بي وسارة كارتر، ومنزل طفولة أيه بي، ومتجر أيه بي كارتر، ومنزل عزرا ومايبيل كارتر في السجل الوطني للأماكن التاريخية في فرجينيا.
في عام 2017 تم إخبار قصة عائلة كارتر في حلقة من المسلسل الوثائقي «ملحمة أمريكية». عرض الفيلم مقاطع لم تصدر من قبل لعائلة كارتر وهي تغني وتؤدي المقابلات،  وعمليات الترميم على تسجيلاتهم في العشرينات. وعلق المخرج برنارد ماكماهون قائلاً: «تعرّفنا على عائلة كارتر في البداية من خلال تسجيلاتهم، لكن إحدى الأشياء الأخرى التي أثارت انتباهنا هي أنهم كانوا ضمن الفترة التي سمع فيها الريف الأمريكي نفسه للمرة الأولى. كان لهم تأثير على الموجة المبكرة من التسجيلات الريفية، ثم في المرحلة التالية عند وصول الإذاعة، ثم ذهبوا إلى تكساس في أواخر الثلاثينات وغنوا في محطة حدودية قرب المكسيك فأمكن سماعهم في جميع أنحاء الغرب الأوسط». تم سرد قصة عائلة كارتر في كتاب مصاحب للوثائقي، «ملحمة أمريكية: أول مرة سمعت أمريكا نفسها».

## وصلات خارجية
- عائلة كارتر على موقع IMDb (الإنجليزية)
- عائلة كارتر على موقع الموسوعة البريطانية (الإنجليزية)
- عائلة كارتر على موقع ميوزك برينز (الإنجليزية)
- عائلة كارتر على موقع أول ميوزيك (الإنجليزية)
- عائلة كارتر على موقع ديسكوغز (الإنجليزية)

- Country Music's First Family
- The Carter Family Memorial Music Center, Inc.
- The Carter Family Complete Song Texts
- Carter Family Fold, Hiltons, Virginia
- The Carter Family Discography نسخة محفوظة 6 أكتوبر 2011 على موقع واي باك مشين.